# Frédéric Frontier
Pour les articles homonymes, voir Frontier.
Frédéric Frontier, né le 18 août 1970, est un pentathlonien français.
Il est sacré champion du monde par équipes en 1994 à Sheffield avec Sébastien Deleigne et Christophe Ruer.